# Nationaal park Körös-Maros
Het Nationaal park Körös-Maros (Hongaars: Körös-Maros Nemzeti Park)  is een nationaal park in Hongarije. Het is daarmee een van de tien Hongaarse nationale parken. De oppervlakte bedraagt 501,34 km². Het park bevindt zich in het comitaat Békés, in de Hongaarse Zuidelijke Laagvlakte (Dél-Alföld). Het nationale park is in 1997 opgericht voor de bescherming van vogels.
Het Nationaal park Körös-Maros ken een aantal verschillende gebieden, zoals het Kis-Sárrét-moeras, de Fáspuszta, de Mágor-puszta en het meer Kardoskúti Fehértó. Er is een reservaat voor de trap. De belangrijkste plaatsen in het park zijn Szarvas en Dévaványa.
In het vogeltrekseizoen zijn er grote zwermen vogels te zien bij het Fehér-meer nabij Kardoskút. Op het meer rusten en nestelen grote groepen plevieren, kraanvogels en wilde eenden. Het reservaat van Dévaványa is een toevluchtsoord voor de grote trap, die in Hongarije weleens de ooievaar van de Hongaarse Poesta wordt genoemd.

## Foto's

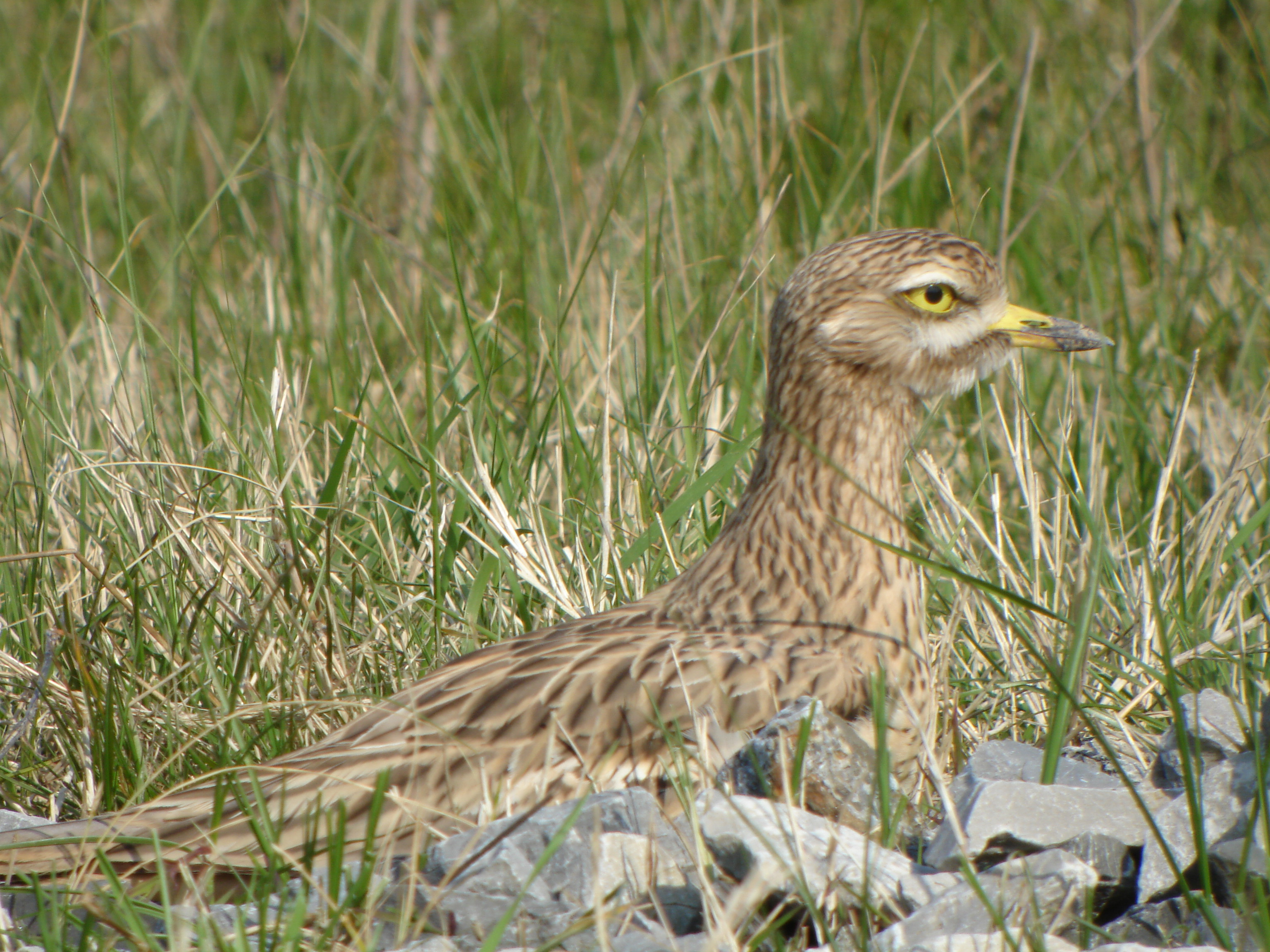
Griel
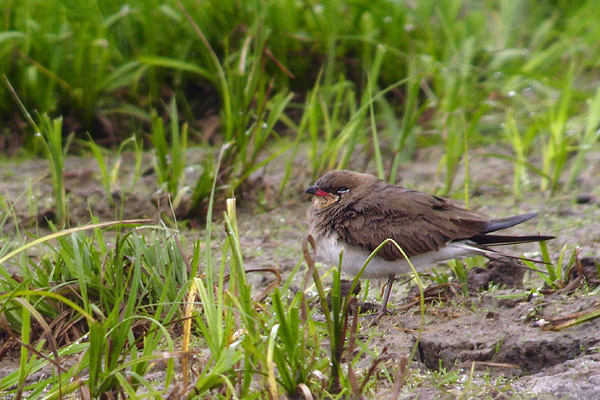
Vorkstaartplevier
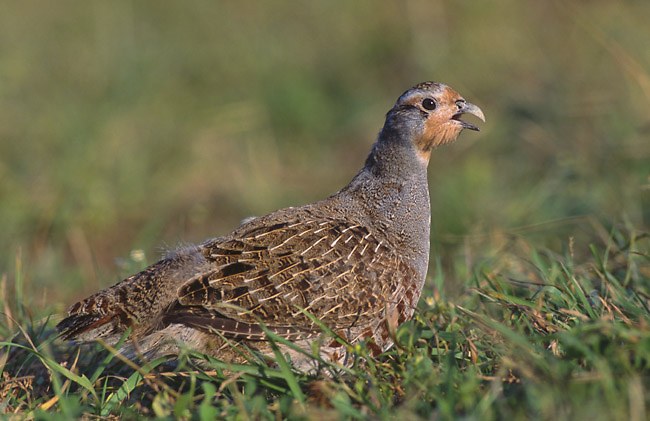
Patrijs
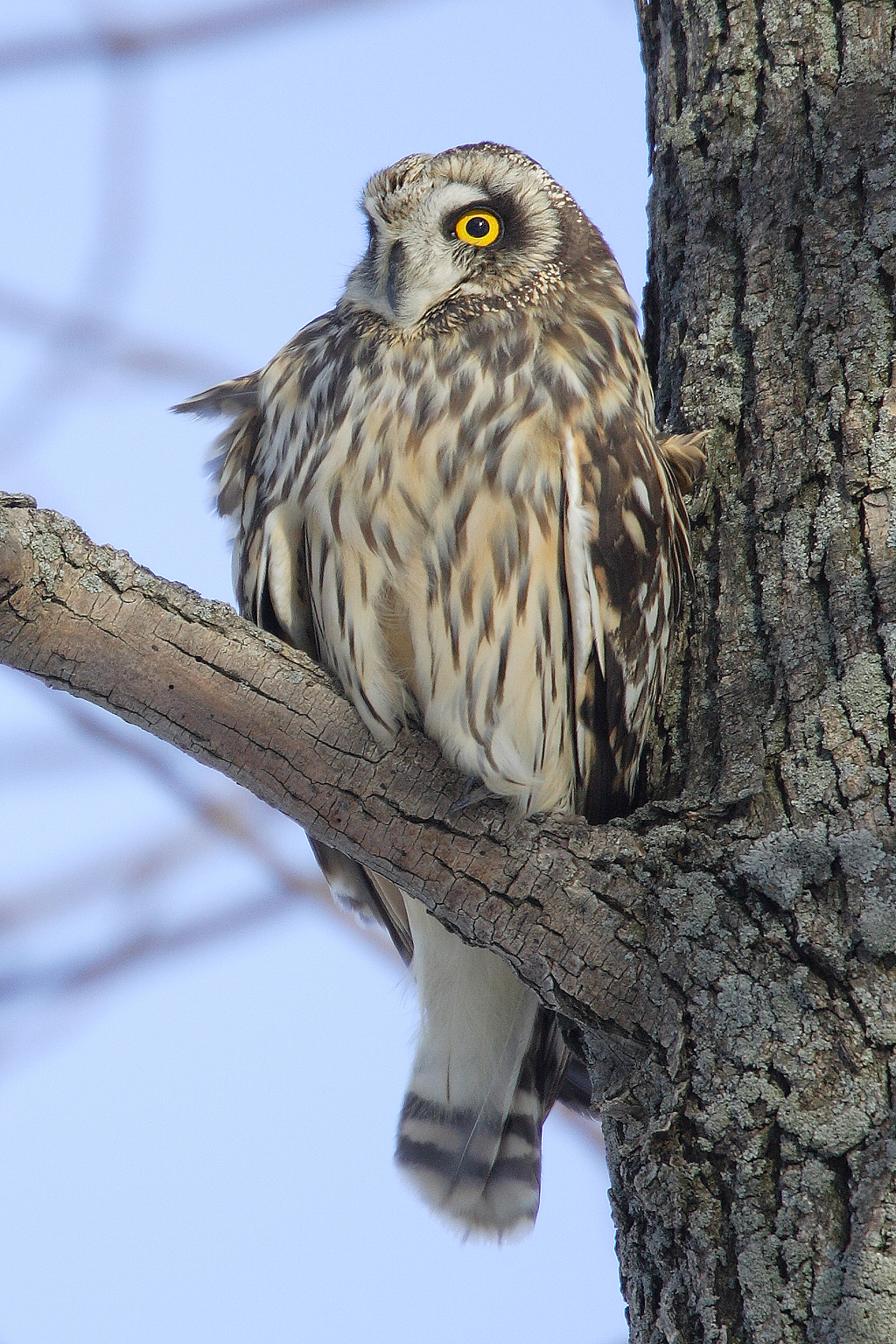
Velduil
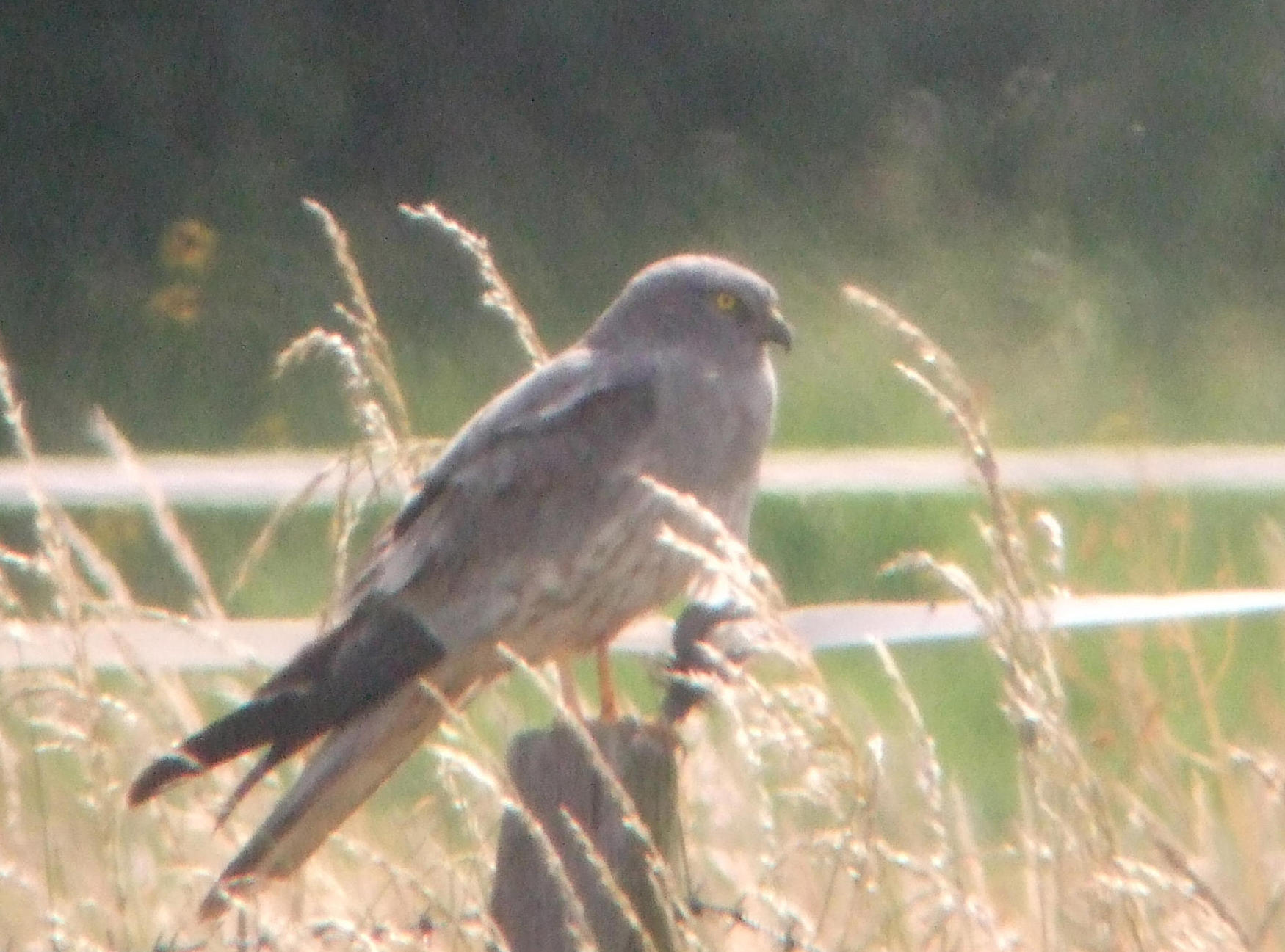
Grauwe kiekendief
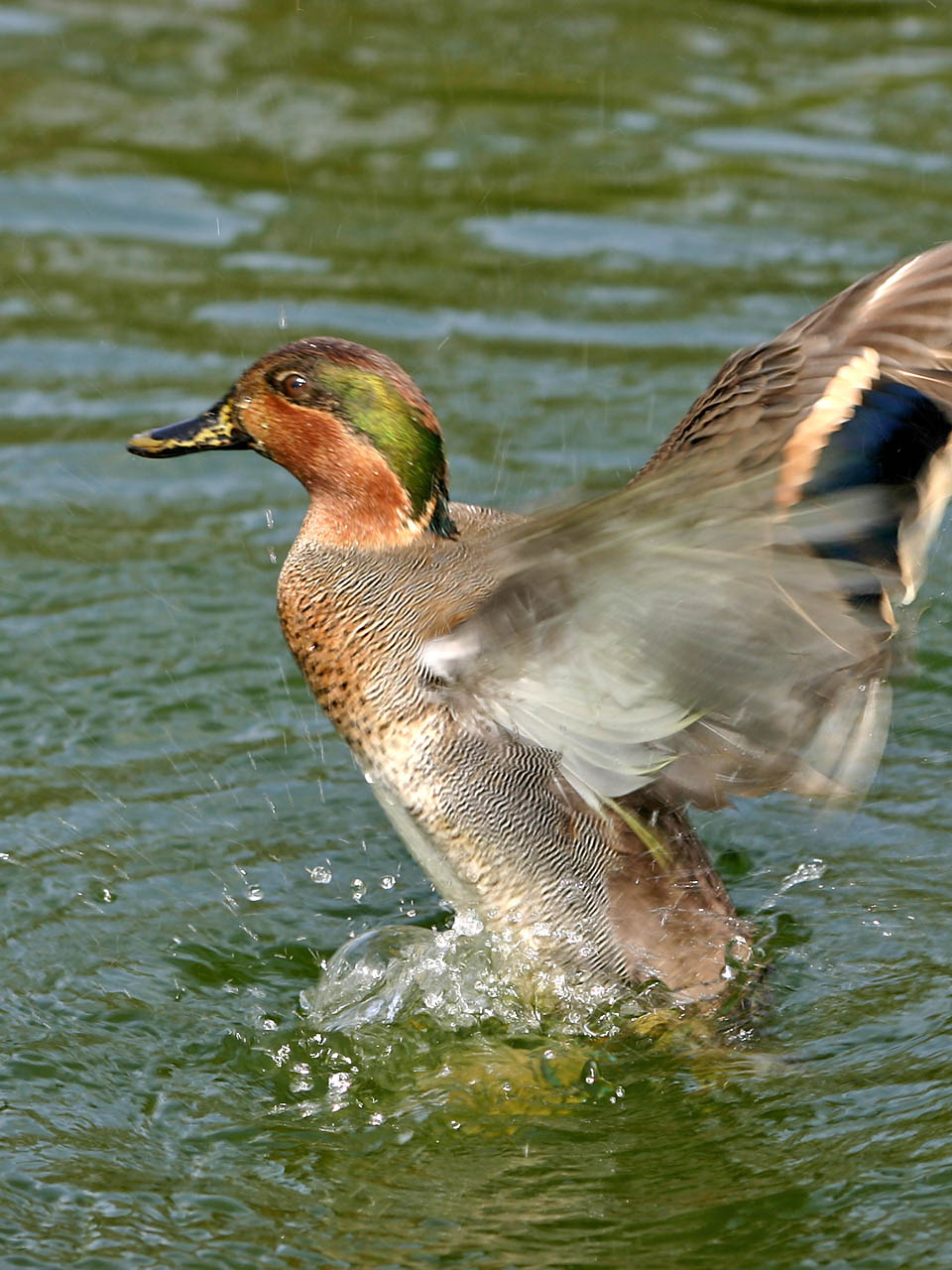
Wintertaling
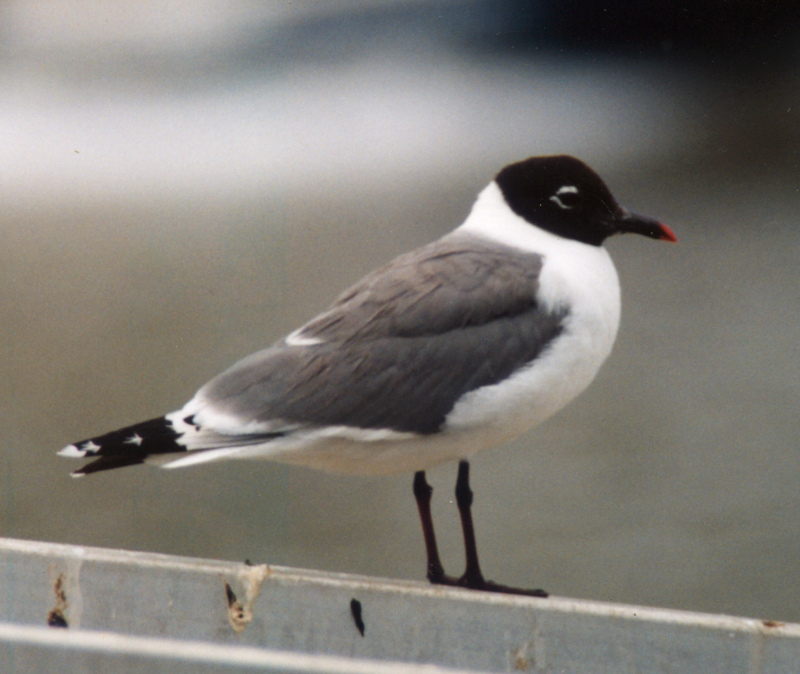
Prairiemeeuw
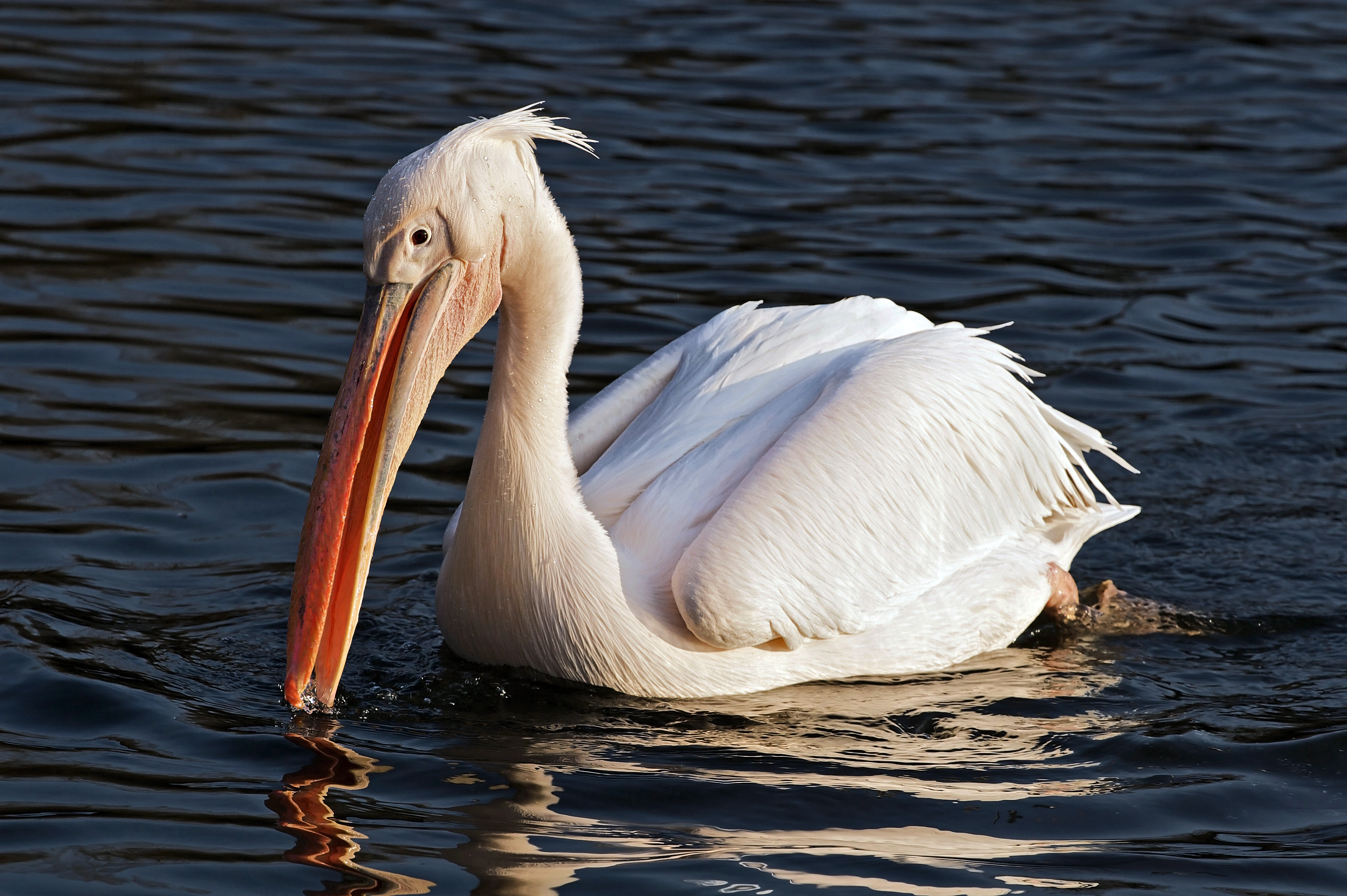
Roze pelikaan
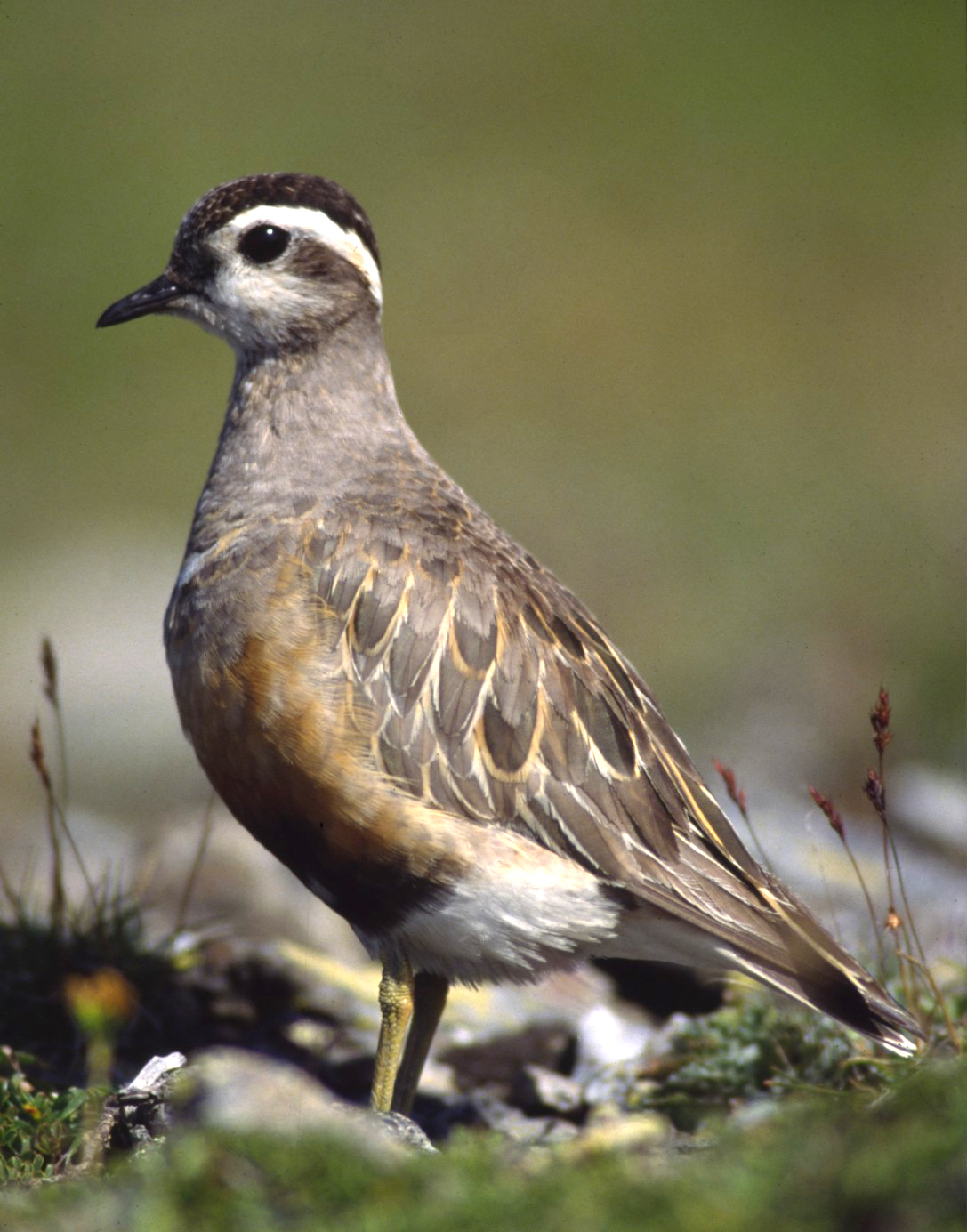
Morinelplevier
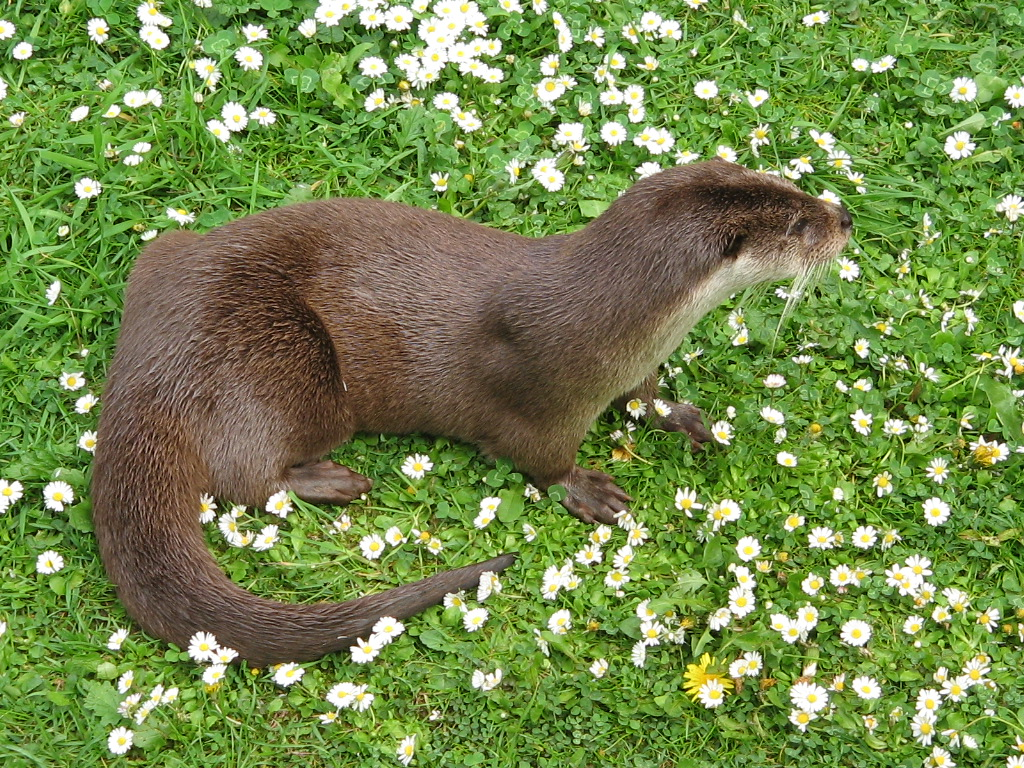
Europese otter
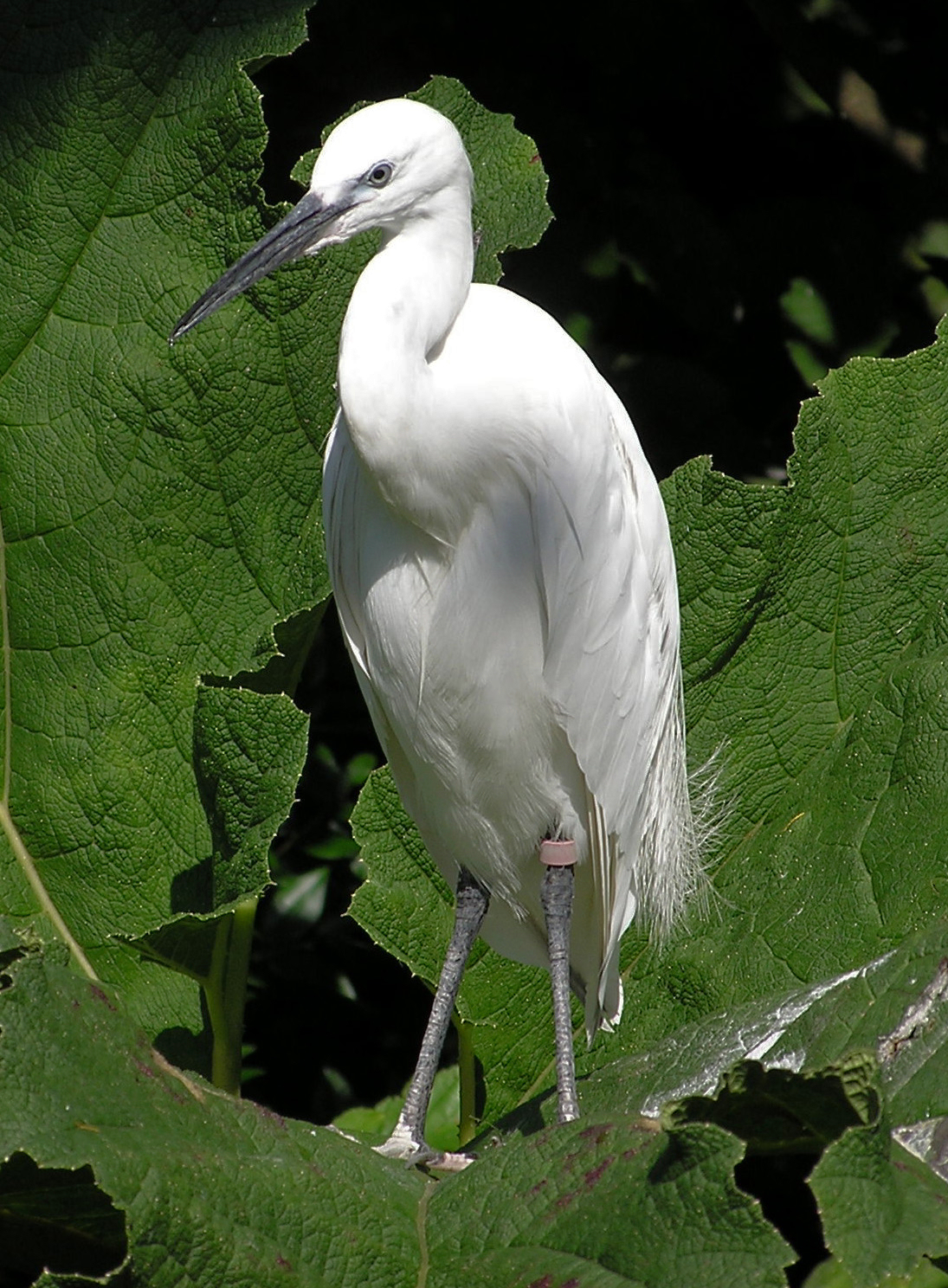
Kleine zilverreiger
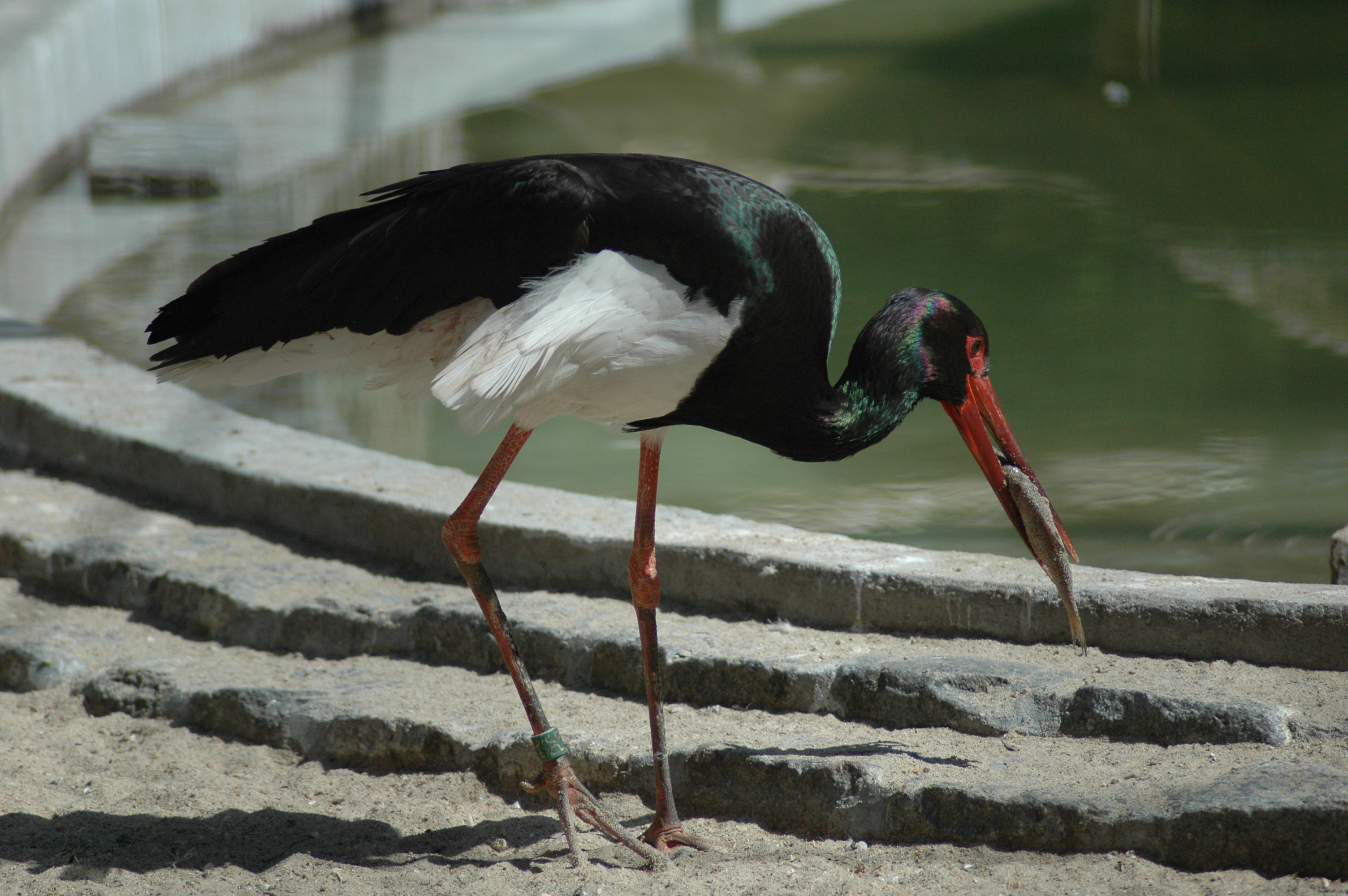
Zwarte ooievaar
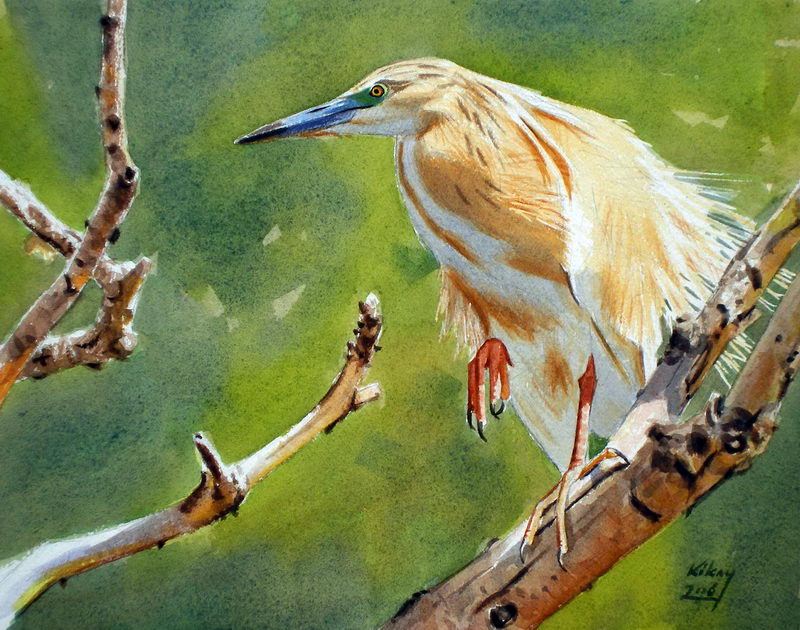
Ralreiger
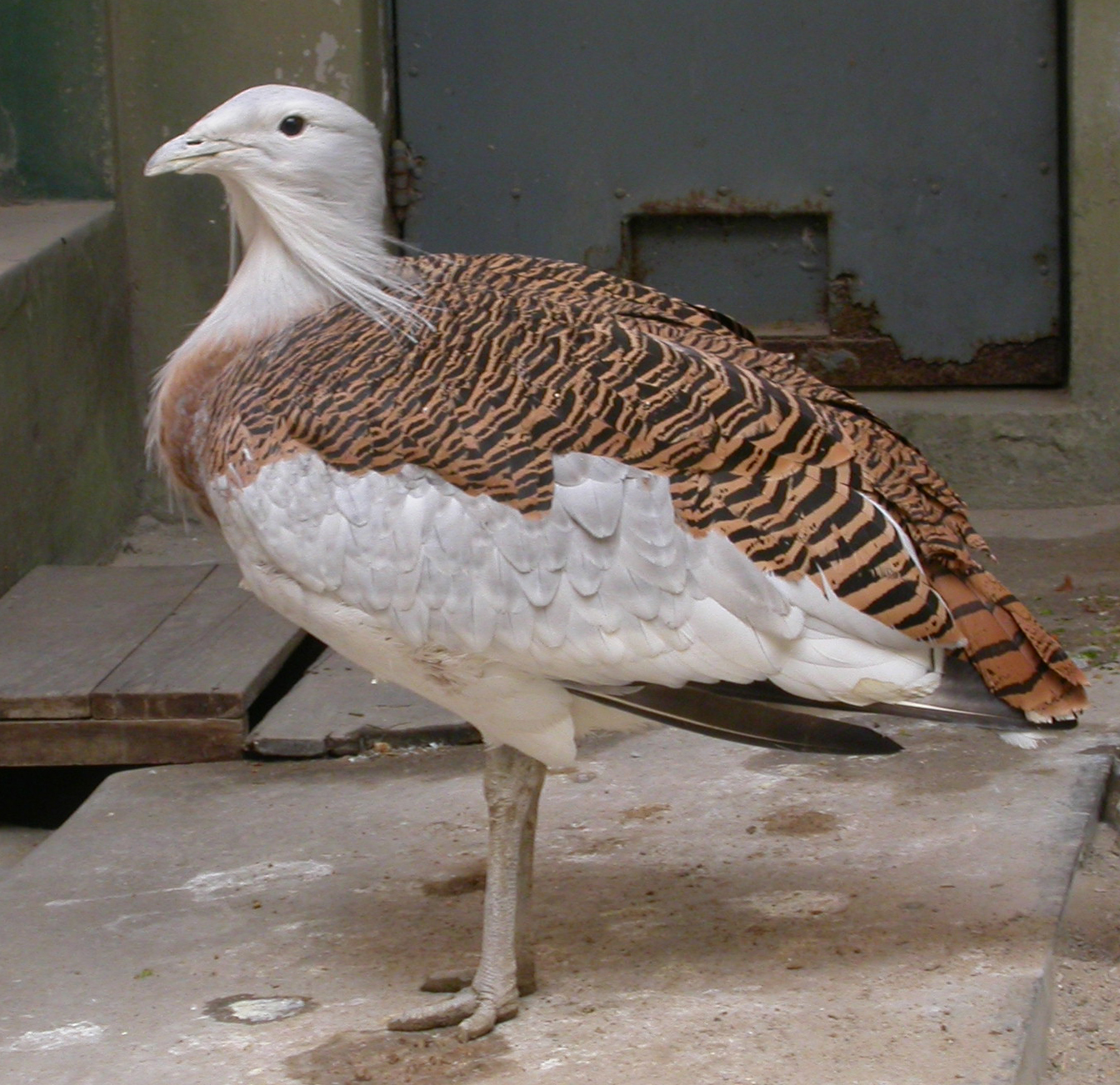
Grote trap
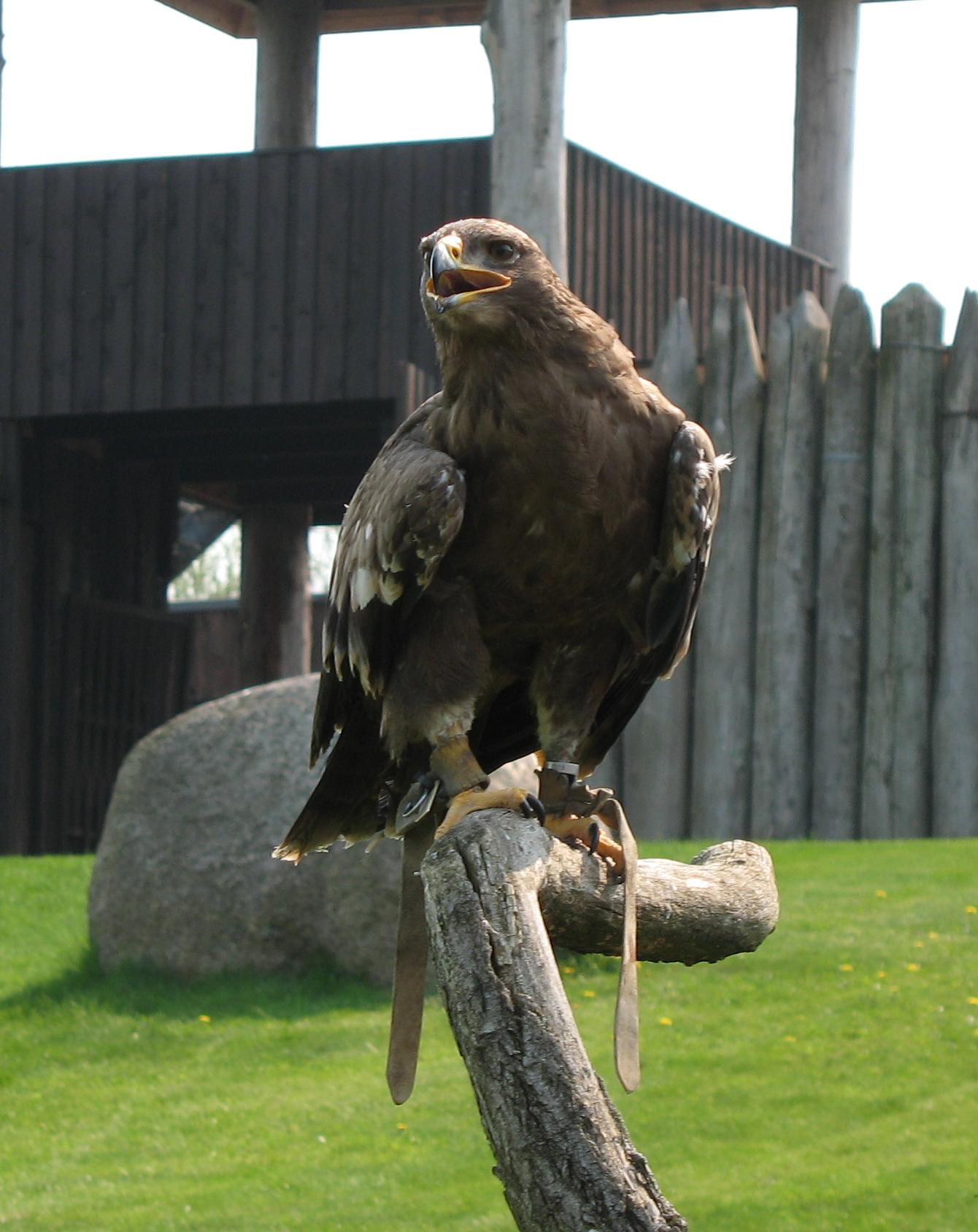
Schreeuwarend
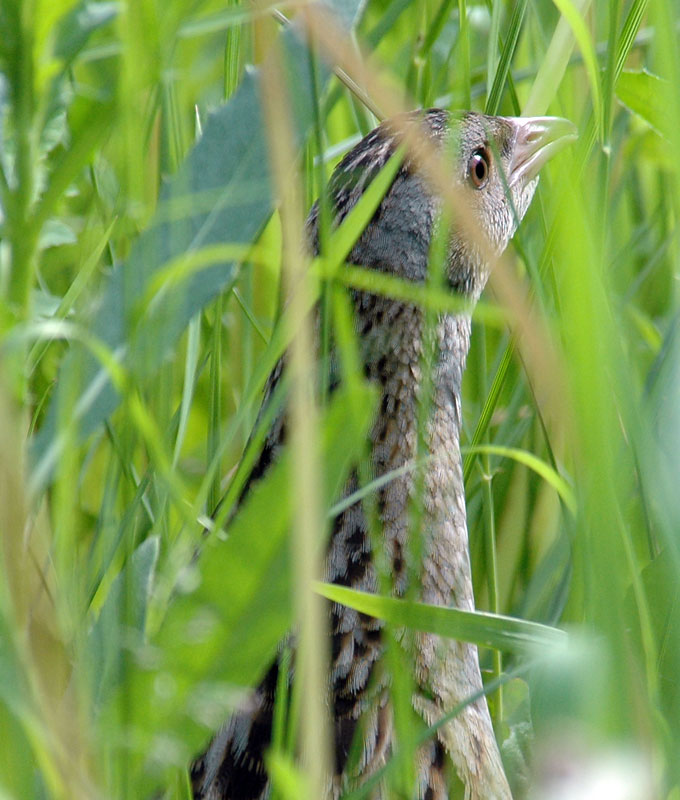
Kwartelkoning
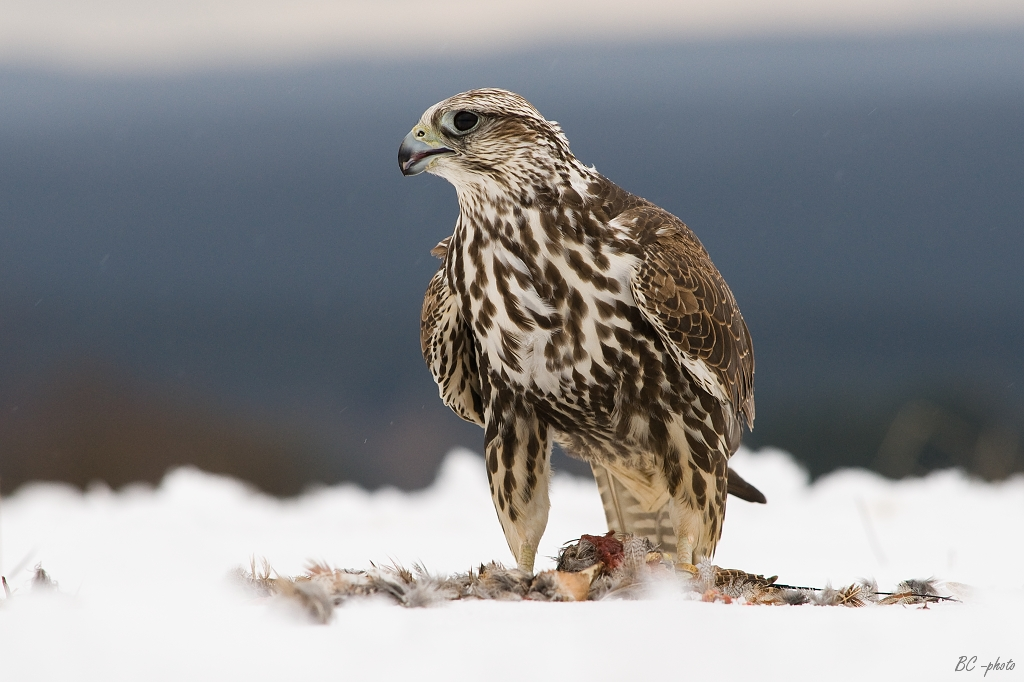
Sakervalk
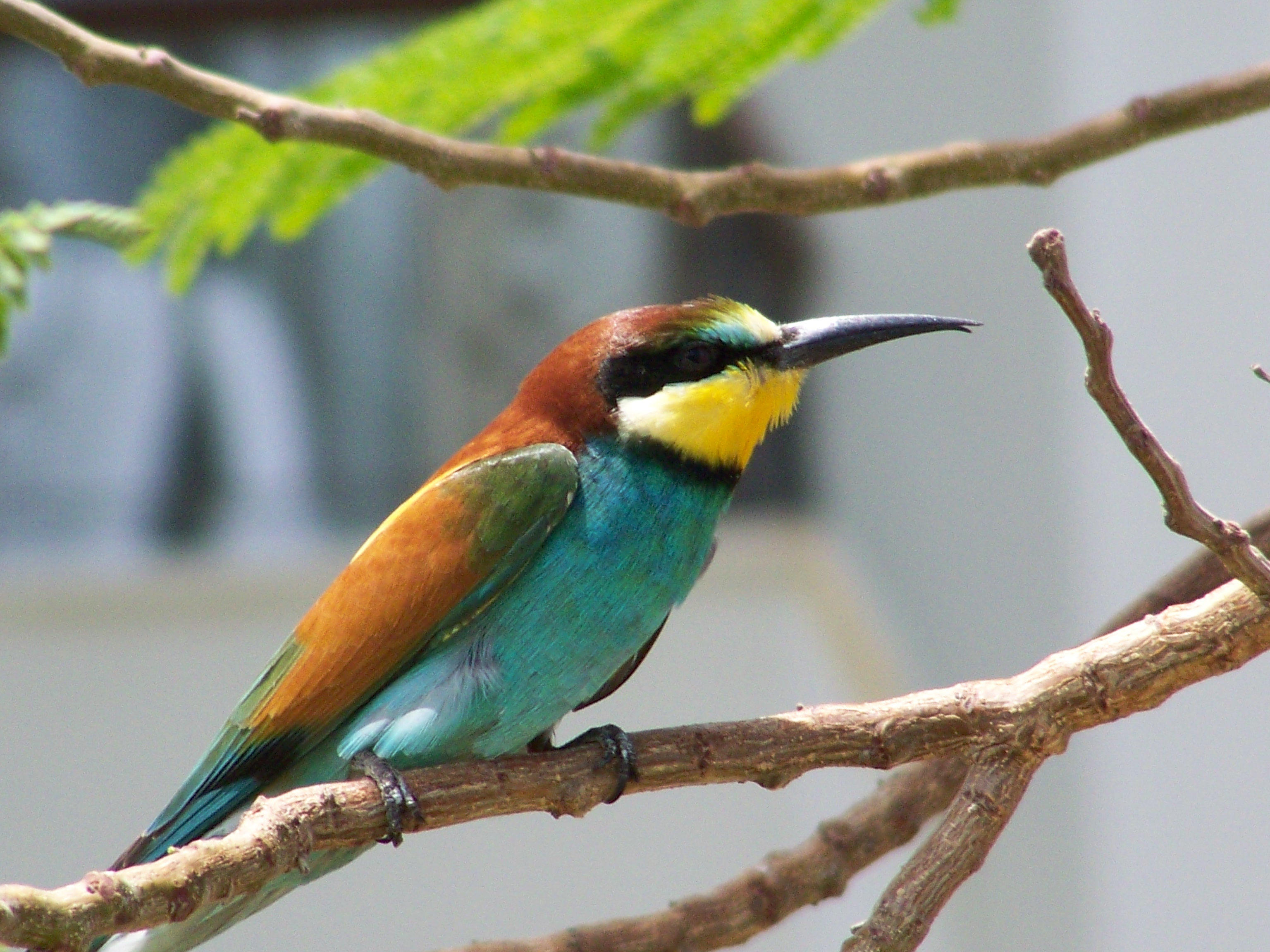
Europese bijeneter
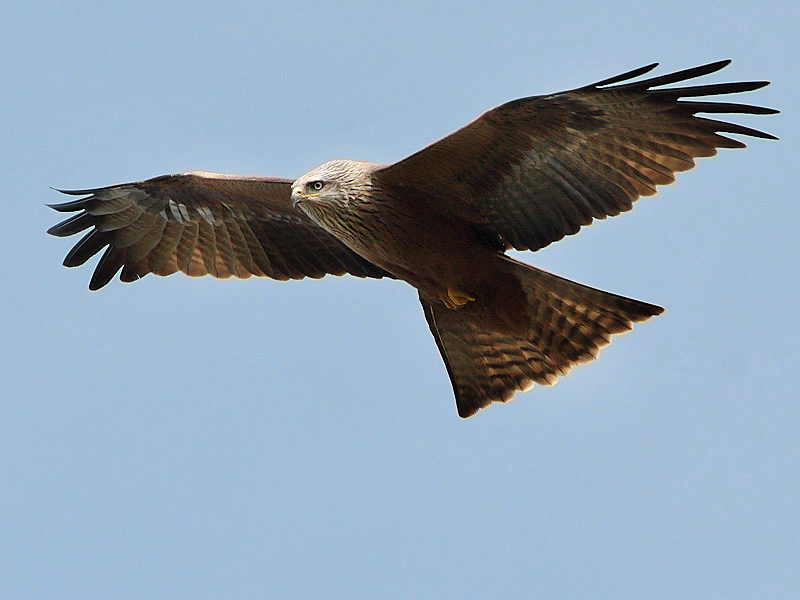
Zwarte wouw